# Dallwitz-Nunatak
Der Dallwitz-Nunatak ist ein Nunatak mit einem Kliff an seiner Südflanke im ostantarktischen Enderbyland. In den Tula Mountains ragt er südlich des Mount Selwood und nördlich des Mount Sones auf. Er besteht aus stark gebändertem metasedimentärem Gestein, dass von massiverem Gneis überlagert ist.
Das Antarctic Names Committee of Australia benannte ihn 1983 nach dem Geologen Wally B. Dallwitz, der die Struktur des Nunataks untersucht hatte.